# Earobia minor
Earobia minor là một loài tò vò trong họ Ichneumonidae.